# Lotta greco-romana ai Giochi della XV Olimpiade - Pesi welter
La competizione della categoria pesi welter (fino a 73 kg) di lotta greco-romana dei Giochi della XV Olimpiade si è svolta dal 24 al 27 luglio 1952 al Töölö Sports Hall di Helsinki.

## Formato
Ad ogni incontro venivano assegnate le seguenti penalità:
- 0 = Al vincitore per schienata
- 1 = Al vincitore per decisione (verdetto di tre giudici)
- 3 = Allo sconfitto

Con cinque penalità o più il lottatore veniva eliminato.
I tre lottatori rimasti disputavano un torneo finale con i risultati acquisiti nel precedenti turni.

## Risultati
| Legenda                                  | Legenda |
| ---------------------------------------- | ------- |
| Lottatore con 5 penalità o più Eliminato |         |

### 1º Turno
Si è disputato il 24 luglio.
| Vincitore           | Pen. | Risultato | Sconfitto            | Pen. |
| ------------------- | ---- | --------- | -------------------- | ---- |
| Osvaldo Riva        | 1    | 2:1       | Bela Čuzdi           | 3    |
| Veikko Männikkö     | 1    | 3:0       | Marin Beluşica       | 3    |
| Semyon Marushkin    | 1    | 3:0       | Vladislav Sekal      | 3    |
| Ahmet Şenol         | 1    | 3:0       | Antoni Gołaś         | 3    |
| Khalil Taha         | 1    | 3:0       | Heng Freylinger      | 3    |
| René Chesneau       | 1    | 3:0       | Gottfried Anglberger | 3    |
| Mohamed Ahmed Osman | 0    | Schienata | Jos De Jong          | 3    |
| Miklós Szilvásy     | 0    | Schienata | Håkon Olsen          | 3    |
| Gösta Andersson     | 0    | Schienata | Anton Mackowiak      | 3    |

### 2º Turno
Si è disputato il 25 luglio.
| Vincitore            | Pen. | Risultato | Sconfitto           | Pen. |
| -------------------- | ---- | --------- | ------------------- | ---- |
| Marin Beluşica       | 4    | 3:0       | Bela Čuzdi          | 6    |
| Osvaldo Riva         | 2    | 2:1       | Veikko Männikkö     | 4    |
| Semyon Marushkin     | 2    | 3:0       | Antoni Gołaś        | 6    |
| Ahmet Şenol          | 2    | 3:0       | Vladislav Sekal     | 6    |
| Gottfried Anglberger | 4    | 3:0       | Heng Freylinger     | 6    |
| Khalil Taha          | 1    | Schienata | René Chesneau       | 4    |
| Miklós Szilvásy      | 0    | Schienata | Mohamed Ahmed Osman | 3    |
| Anton Mackowiak      | 3    | Schienata | Jos De Jong         | 6    |
| Gösta Andersson      | 0    | Schienata | Håkon Olsen         | 6    |

### 3º Turno
Si è disputato il 26 luglio.
| Vincitore        | Pen. | Risultato | Sconfitto            | Pen. |
| ---------------- | ---- | --------- | -------------------- | ---- |
| Marin Beluşica   | 5    | 3:0       | Osvaldo Riva         | 5    |
| Semyon Marushkin | 3    | 3:0       | Ahmet Şenol          | 5    |
| Khalil Taha      | 2    | 3:0       | Gottfried Anglberger | 7    |
| René Chesneau    | 5    | 3:0       | Mohamed Ahmed Osman  | 6    |
| Miklós Szilvásy  | 1    | 3:0       | Anton Mackowiak      | 6    |
| Gösta Andersson  | 0    | Esentato  |                      |      |
|                  |      | Ritirato  | Veikko Männikkö      | -    |

### 4º Turno
Si è disputato il 26 luglio.
| Vincitore       | Pen. | Risultato | Sconfitto        | Pen. |
| --------------- | ---- | --------- | ---------------- | ---- |
| Gösta Andersson | 1    | 3:0       | Semyon Marushkin | 6    |
| Miklós Szilvásy | 1    | Schienata | Khalil Taha      | 5    |

### Turno finale
Si è disputato il 27 luglio.
| Vincitore       | Pen. | Risultato | Sconfitto       | Pen. |
| --------------- | ---- | --------- | --------------- | ---- |
| Miklós Szilvásy |      | Schienata | Khalil Taha     |      |
| Gösta Andersson |      | 3:0       | Khalil Taha     |      |
| Miklós Szilvásy |      | 2:1       | Gösta Andersson |      |

1. ↑  Già disputato nel 4º turno

## Classifica finale
| Pos.    | Atleta               | Nazione          | V.S. |
| ------- | -------------------- | ---------------- | ---- |
| Oro     | Miklós Szilvásy      | Ungheria         | 2-0  |
| Argento | Gösta Andersson      | Svezia           | 1-1  |
| Bronzo  | Khalil Taha          | Libano           | 0-2  |
| 4       | Semyon Marushkin     | Unione Sovietica |      |
| 5       | René Chesneau        | Francia          |      |
| 5       | Osvaldo Riva         | Italia           |      |
| 5       | Marin Beluşica       | Romania          |      |
| 5       | Ahmet Şenol          | Turchia          |      |
| 9       | Mohamed Ahmed Osman  | Egitto           |      |
| 9       | Anton Mackowiak      | Germania         |      |
| 11      | Gottfried Anglberger | Austria          |      |
| 12      | Veikko Männikkö      | Finlandia        |      |
| 13      | Bela Čuzdi           | Jugoslavia       |      |
| 14      | Jos De Jong          | Belgio           |      |
| 14      | Heng Freylinger      | Lussemburgo      |      |
| 14      | Håkon Olsen          | Norvegia         |      |
| 14      | Antoni Gołaś         | Polonia          |      |
| 14      | Vladislav Sekal      | Cecoslovacchia   |      |